# 益田親孚
益田 親孚（ますだ ちかざね、文化10年11月1日（1813年11月23日） - 明治32年（1899年）3月31日）は、長州藩主毛利家の重臣で、寄組益田家（1067石）の当主。
父は益田兼明。正室は益田元宣の娘で勝子。通称は主水、石見、源兵衛。号は梅村。

## 生涯
文化10年（1813年）、永代家老益田氏の分家で長州藩寄組である益田兼明の子として生まれる。正室が益田元宣の娘であったため益田親施の義兄にあたる。毛利慶親の偏諱を受け親孚と名のる。藩校明倫館で山県太華に学ぶ。文久元年（1861年）に大組頭になる。当職方などを歴任し、藩政の枢機に関わった。明治維新後の明治3年（1870年）、毛利家の家令になる。
明治32年（1899年）死去、享年87。